# Rosa negra
Karagül (en español: Rosa negra) es una serie de televisión turca de 2013, producida por Avşar Film y emitida por Fox Turquía.
La serie fue en parte grabada en Halfeti, un pequeño poblado situado a orillas del río Éufrates. El nombre de la serie se debe a las rosas negras, las cuales sólo crecen naturalmente en esa zona del sureste de Turquía.

## Trama
Ebru y Murat son un matrimonio feliz con tres hijos. Un día Ebru recibe la noticia de que su marido ha desaparecido al caer a un río en Halfeti, el pueblo natal de él. A partir de ese momento, su vida cambia de forma radical. Descubre que su esposo ha perdido todo el patrimonio familiar e hipotecado sus bienes. Ebru se traslada a Halfeti para encontrar el cuerpo de su marido. Allí está sola y sin dinero, además descubre que su marido tenía una primera esposa. En ese lugar tendrá que lidiar con Kendal, el primogénito de la familia que siempre estuvo celoso de Murat porque quería ser el único heredero de la familia, sin embargo, Kendal no tuvo un hijo que pueda continuar con su legado (ya que el único que tiene es discapacitado). También conocerá a Baran, su primer hijo con Murat que supuestamente nació muerto. Así como también una compleja trama de pasiones y dramas familiares.

## Reparto
- Ece Uslu como Ebru Şamverdi.
- Yavuz Bingöl como Fırat Mercan (1-64).
- Saruhan Hünel como Kenan Güner/Tekinalp (76-110).
- Özcan Deniz como Murat Şamverdi (1-2) (40-73).
- Şerif Sezer como Kadriye Şamverdi (1-125).
- Özlem Conker como Narin Mercan (1-121) (125).
- Mesut Akusta como Kendal Şamverdi.
- Ogün Kaptanoğlu como Oğuz Kılıçoğlu.
- Hülya Duyar como Emine Şamverdi.
- Hilal Altınbilek como Özlem Şamverdi (1-125).
- Sebahat Kumaş como Melek Şamverdi (1-125).
- Mert Yazıcıoğlu como Baran Şamverdi.
- Sevda Erginci como Ayşe Şamverdi (1-125).
- Ayça Ayşin Turan como Ada Şamverdi (1-125).
- İlayda Çevik como Maya Şamverdi (1-125).
- Arda Erkuran como Rüzgar Şamverdi (1-125).
- Ebru Ojen Şahin como Sibel (1-125).
- Can Atak como Asım Şamverdi(1-125).
- Yalçın Ertürk como Recep (1-17).
- Turan Selçuk Yerlikaya como Rıza (1-125).
- Burak Çelik como Serdar Kılıçoğlu (24-125).
- Eser Karabil como Kasım (16-125).
- Su Olgaç como Deniz Kılıçoğlu.
- Açelya Elmas como Elif.
- Bülent Polat como Sabri (54-98).
- Feyzan Soykan como Emre.
- Deniz Durmaz como Nazlı  Şamverdi (100-118).
- Gonca Cilasun como Fikriye Tekinalp.
- Mahmut Gökgöz como İdris.
- Murat Baykan como Rüstem Keser.
- Mehmed Mehmedof como Merdan Keser (83-108).
- Saydam Yeniay como Cemal.
- Çetin Karakul como Fatih.
- Eray Özbal como Salman (40-58).
- Özlem Akınözü como Gülizar Keser.
- Emre Tetikel como Şahin (4-5) (73-76).
- Can Verel como Selçuk (2) ( 75-76).
- ufuk sen como selar (115-118).

## Temporadas
| Temporada | Temporada | Episodios | Rango de episodios | Emisión original         | Emisión original    |
| Temporada | Temporada | Episodios | Rango de episodios | Inicio                   | Final               |
| --------- | --------- | --------- | ------------------ | ------------------------ | ------------------- |
|           | 1         | 12        | 1 - 12             | 29 de marzo de 2013      | 14 de junio de 2013 |
|           | 2         | 37        | 13 - 49            | 20 de septiembre de 2013 | 13 de junio de 2014 |
|           | 3         | 39        | 50 - 88            | 19 de septiembre de 2014 | 12 de junio de 2015 |
|           | 4         | 37        | 89 - 125           | 2 de octubre de 2015     | 10 de junio de 2016 |